# Make America Great Again

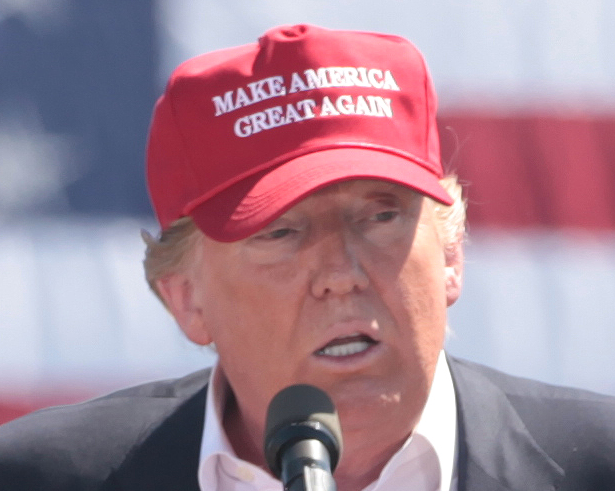
Donald Trump đội chiếc nón đỏ với câu khẩu hiệu "Make America Great Again" trong chiến dịch tranh cử tổng thống Hoa Kỳ của mình vào năm 2016.

"Make America Great Again" (MAGA, US: /ˈmæɡə/) là một khẩu hiệu chính trị của Mỹ gần đây nhất được phổ biến bởi Donald Trump trong các chiến dịch tranh cử Tổng thống Hoa Kỳ thành công của ông vào năm 2016 và năm 2024. "MAGA" cũng được sử dụng để chỉ hệ tư tưởng, cơ sở chính trị của Trump hoặc một cá nhân hoặc một nhóm cá nhân bên trong cơ sở đó. Khẩu hiệu này đã trở thành một hiện tượng văn hóa đại chúng, được sử dụng rộng rãi và tạo ra nhiều biến thể trong nghệ thuật, giải trí và chính trị, được sử dụng bởi cả những người ủng hộ và phản đối nhiệm kỳ tổng thống của Trump và là cũng là tên của Make America Great Again Inc.
Ban đầu được Ronald Reagan sử dụng như một khẩu hiệu vận động tranh cử trong chiến dịch tranh cử tổng thống năm 1980 (Let's Make America Great Again - Hãy làm cho nước Mỹ vĩ đại trở lại), từ đó nó đã được mô tả như một cụm từ có hàm ý chính trị. Nó được mô tả như một khẩu hiệu đại diện cho Chủ nghĩa bản sắc của người Mỹ và thúc đẩy quá khứ lý tưởng hoặc lãng mạn của người Mỹ và loại trừ một số nhóm nhất định. Nhiều học giả, nhà báo và nhà bình luận đã gọi khẩu hiệu này là phân biệt chủng tộc, coi đó là chính trị dân túy và ngôn ngữ được mã hóa.

## Lịch sử

### Ronald Reagan

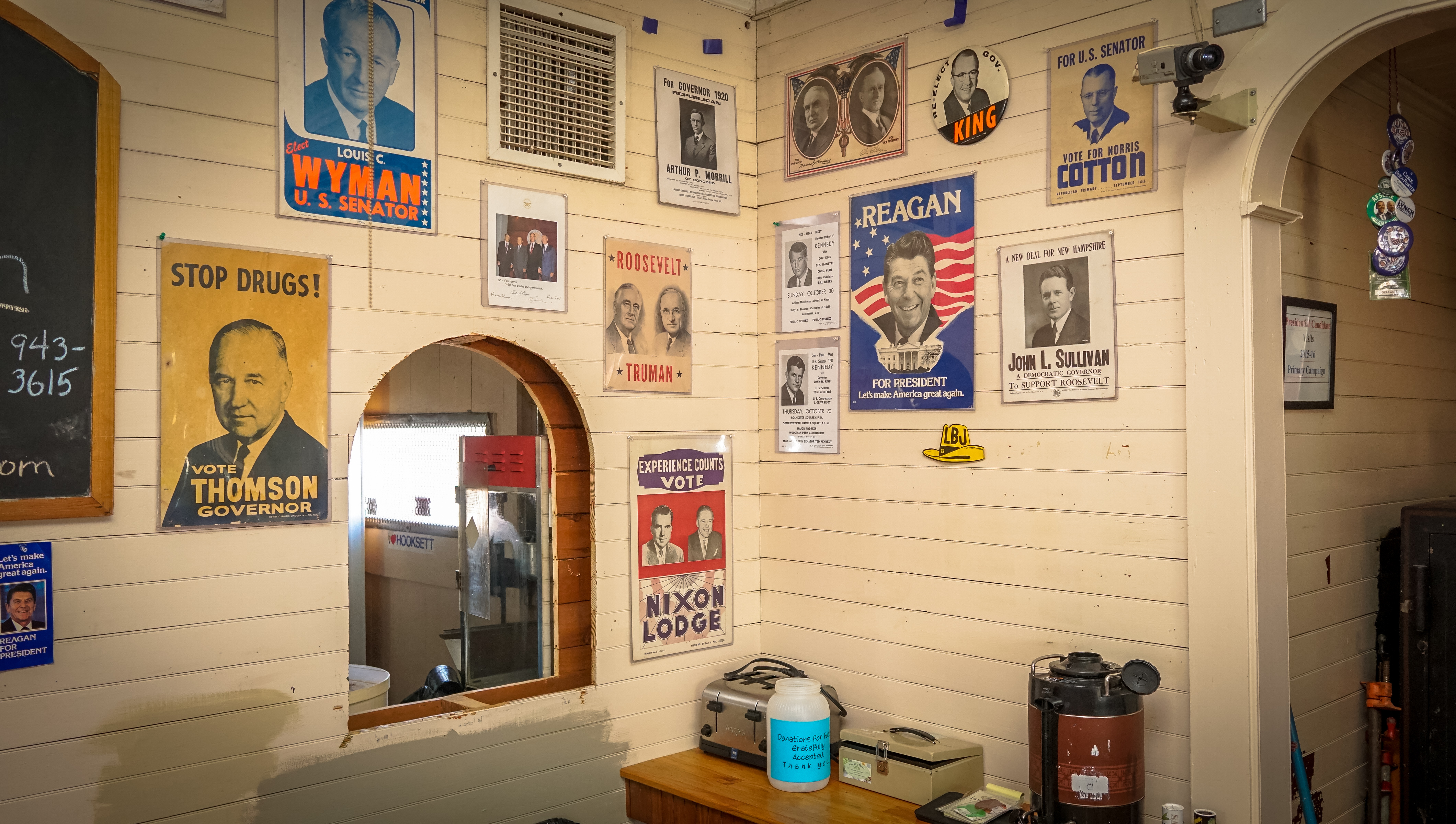
Áp phích chiến dịch tranh cử của Ronald Reagan

"Let's make America great again" đã được sử dụng một cách nổi tiếng trong chiến dịch tranh cử tổng thống năm 1980 của Ronald Reagan. Vào thời điểm đó, Hoa Kỳ đang phải chịu đựng một nền kinh tế ngày càng tồi tệ trong nước được đánh dấu bằng tình trạng đình lạm. Sử dụng sự suy thoái kinh tế của đất nước làm bàn đạp cho chiến dịch của mình, Reagan đã sử dụng khẩu hiệu này để khơi dậy tinh thần yêu nước trong cử tri. Trong bài phát biểu chấp nhận của mình tại Đại hội toàn quốc của Đảng Cộng hòa năm 1980, Reagan nói, "Đối với những người không có cơ hội việc làm, chúng tôi sẽ kích thích tạo ra những cơ hội mới, đặc biệt là ở các khu vực nội thành nơi họ sinh sống. Đối với những người đã từ bỏ hy vọng, chúng tôi sẽ khôi phục hy vọng và chúng tôi sẽ chào đón họ vào cuộc thập tự chinh vĩ đại của quốc gia để làm cho nước Mỹ vĩ đại trở lại."

### Bill Clinton
Cụm từ này cũng được Bill Clinton sử dụng trong các bài phát biểu của ông trong chiến dịch tranh cử tổng thống năm 1992. Tổng thống Clinton cũng sử dụng cụm từ này trong một quảng cáo trên đài phát thanh được phát sóng cho chiến dịch tranh cử tổng thống sơ bộ năm 2008 của vợ ông là Hillary Clinton.
Trong cuộc Bầu cử tổng thống Hoa Kỳ 2016, trong đó Hillary Clinton cạnh tranh với Trump, Tổng thống Clinton đã ám chỉ rằng phiên bản câu nói này của Trump, được sử dụng như một lời kêu gọi vận động tranh cử, là một thông điệp gửi đến những người miền Nam da trắng rằng Trump hứa sẽ "mang lại cho bạn nền kinh tế mà bạn đã có cách đây 50 năm và... đưa bạn trở lại vị thế cao trong xã hội trong khi hạ thấp những người khác xuống."

## Sử dụng bởi Donald Trump
Vào tháng 12 năm 2011, sau khi có suy đoán rằng Trump sẽ thách thức tổng thống đương nhiệm Barack Obama trong cuộc Bầu cử tổng thống Hoa Kỳ 2012, Trump đã đưa ra một tuyên bố trong đó ông cho biết ông không loại trừ khả năng sẽ ra tranh cử tổng thống trong tương lai, giải thích rằng "Tôi phải để ngỏ mọi lựa chọn của mình vì trên hết, chúng ta phải làm cho nước Mỹ vĩ đại trở lại"
Vào tháng 12 năm 2011, ông cũng xuất bản một cuốn sách sử dụng cụm từ tương tự "Làm cho nước Mỹ trở lại vị trí số 1" làm phụ đề - và trong lần tái bản năm 2015 đã được đổi thành "Hãy làm cho nước Mỹ vĩ đại trở lại!"
Vào ngày 1 tháng 1 năm 2012, một nhóm người ủng hộ Trump đã nộp hồ sơ lên văn phòng của trưởng lý ngoại giao Texas để thành lập "Đảng Làm cho nước Mỹ vĩ đại trở lại", điều này sẽ cho phép Trump trở thành ứng cử viên của đảng đó nếu ông quyết định trở thành ứng cử viên của đảng thứ ba trong cuộc bầu cử tổng thống.
Trump bắt đầu sử dụng khẩu hiệu này một cách chính thức vào ngày 7 tháng 11 năm 2012, một ngày sau khi Barack Obama giành chiến thắng trong cuộc bầu cử lại trước Mitt Romney. Trump đã sử dụng khẩu hiệu này trong một cuộc phỏng vấn vào tháng 8 năm 2013 với Jonathan Karl. Theo lời kể của chính ông, lúc đầu ông cân nhắc đến "Chúng ta sẽ làm cho nước Mỹ vĩ đại", nhưng cảm thấy nó không có vần điệu phù hợp. "Làm cho nước Mỹ vĩ đại" là ý tưởng khẩu hiệu tiếp theo của ông, nhưng sau khi suy nghĩ kỹ hơn, ông cảm thấy rằng đó là một sự coi thường đối với nước Mỹ vì nó ngụ ý rằng nước Mỹ chưa bao giờ vĩ đại. Cuối cùng, ông đã chọn cụm từ "Làm cho nước Mỹ vĩ đại trở lại", sau đó tuyên bố rằng ông không biết Reagan đã sử dụng nó vào năm 1980 cho đến năm 2015, nhưng lưu ý rằng "Reagan đã không đăng ký nhãn hiệu đó"
Vào ngày 12 tháng 11, Trump đã ký một đơn đăng ký với Văn phòng Sáng chế và Nhãn hiệu Hoa Kỳ yêu cầu quyền độc quyền sử dụng khẩu hiệu cho mục đích chính trị. Nó đã được đăng ký như một nhãn hiệu vào ngày 14 tháng 7 năm 2015, sau khi Trump chính thức bắt đầu chiến dịch tranh cử tổng thống năm 2016 và chứng minh rằng ông đang sử dụng khẩu hiệu này cho mục đích nêu trong đơn.
Tuy nhiên, Trump đã không đăng ký nhãn hiệu cho cụm từ này trong thương mại. Vào ngày 5 tháng 8 năm 2015, người dẫn chương trình phát thanh Bobby Bones đã nhận thấy điều này và đã nộp đơn đăng ký nhãn hiệu thành công cho việc sử dụng cụm từ này trong thương mại. Hai ngày sau, Bones đã đăng dòng tweet gửi cho Trump, đề nghị mua lại khẩu hiệu của ông để đổi lấy khoản quyên góp 100.000 đô la cho Bệnh viện Nhi St. Jude. Vào ngày 29 tháng 10, Bones đã đăng dòng tweet tiếp theo với hình ảnh một tấm séc từ Tổ chức Trump. Số tiền trên tấm séc không được tiết lộ và Bones cho biết Trump có thể "lấy lại khẩu hiệu của ông ấy".
Sau cuộc bầu cử đầu tiên của Trump, trang web chuyển giao quyền lực tổng thống của ông đã được thành lập tại địa chỉ greatagain.gov. Trump đã nói vào năm 2017 và 2018 rằng khẩu hiệu của chiến dịch tái tranh cử năm 2020 của ông sẽ là "Giữ cho nước Mỹ vĩ đại" và ông đã tìm cách đăng ký nhãn hiệu cho khẩu hiệu này Tuy nhiên, chiến dịch năm 2020 của Trump vẫn tiếp tục sử dụng khẩu hiệu "Làm cho nước Mỹ vĩ đại trở lại".
Phó tổng thống của Trump, Mike Pence, đã sử dụng cụm từ "làm cho nước Mỹ vĩ đại trở lại, một lần nữa" trong bài phát biểu tại Đại hội toàn quốc của Đảng Cộng hòa năm 2020, gây ra sự chế giễu vì ám chỉ rằng nhiệm kỳ đầu tiên của Trump đã thất bại. Vào cuối năm 2021, cụm từ này đã trở thành tên của một Super-PAC ủng hộ Trump, và cũng bị chế giễu. Một sắc lệnh hành pháp năm 2020 có tên "Thúc đẩy Kiến trúc đẹp Liên bang", được những người ủng hộ và báo chí đặt biệt danh là "Làm cho các Tòa nhà Liên bang Đẹp trở lại".
Chưa đầy một tuần sau khi Trump rời nhiệm sở, ông đã nói chuyện với các cố vấn về khả năng thành lập một đảng thứ ba, mà ông gợi ý có thể được đặt tên là "Đảng Yêu nước" hoặc "Đảng Làm cho nước Mỹ vĩ đại trở lại". Trong những ngày đầu tiên rời nhiệm sở, ông cũng ủng hộ nữ chủ tịch Đảng Cộng hòa tiểu bang Arizona Kelli Ward, người cũng kêu gọi thành lập "Đảng MAGA". Vào cuối tháng 1 năm 2021, cựu tổng thống coi Đảng MAGA được đề xuất là đòn bẩy để ngăn các thượng nghị sĩ đảng Cộng hòa bỏ phiếu kết tội ông trong phiên tòa luận tội của Thượng viện và để thách thức những người Cộng hòa đã bỏ phiếu luận tội ông tại Hạ viện.
Cụm từ này được sử dụng lại như khẩu hiệu chính thức của chiến dịch tranh cử tổng thống năm 2024 của Trump. Vào ngày 3 tháng 6 năm 2023, Trump đã gọi những người ủng hộ mình là Magadonians, gây ra sự chế giễu trên mạng xã hội.

### Mũ MAGA

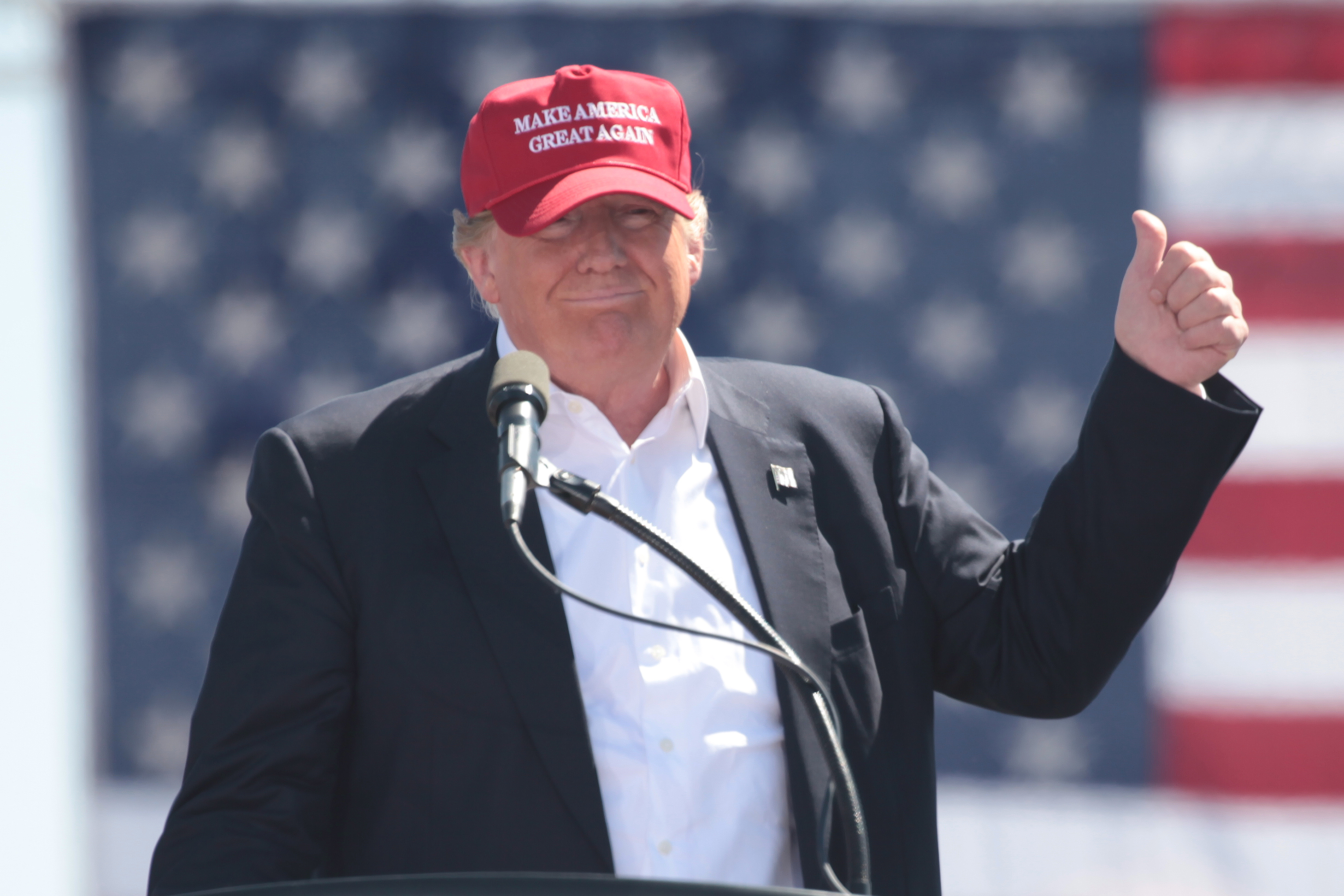
Trump đội chiếc mũ "Làm cho nước Mỹ vĩ đại trở lại" trong chiến dịch tranh cử tổng thống năm 2016

Trong chiến dịch tranh cử năm 2016, Trump thường sử dụng khẩu hiệu này, đặc biệt là bằng cách đội những chiếc mũ MAGA có in cụm từ này bằng dòng chữ màu trắng, điều này nhanh chóng trở nên phổ biến trong số những người ủng hộ ông. Khẩu hiệu này rất quan trọng đối với chiến dịch đến nỗi có thời điểm chiến dịch đã chi nhiều tiền hơn cho việc sản xuất những chiếc mũ - được bán với giá 25 đô la mỗi chiếc trên trang web của chiến dịch - hơn là cho việc thăm dò ý kiến, tư vấn hoặc quảng cáo trên truyền hình. Hàng triệu chiếc đã được bán ra và Trump ước tính rằng các phiên bản làm nhái còn được bán nhiều hơn mũ thật gấp mười lần. Nhưng Trump cho rằng đó là điều tốt, vì "...đó là một khẩu hiệu, và mỗi khi ai đó mua một chiếc, thì đó là một lời quảng cáo." Trump đã mô tả kỷ nguyên vĩ đại của nước Mỹ là giai đoạn năm 1870 sau Nội chiến cho đến năm 1913 (trước Thế chiến thứ nhất) là xã hội lý tưởng của ông; ông cho rằng thời đại này đại diện cho một "thời đại hoàng kim" với việc áp đặt thuế quan nặng nề lên hàng nhập khẩu để bảo hộ sản xuất trong nước.
Thiết kế màu trắng trên nền đỏ của chiếc mũ đã thành công rực rỡ như một biểu tượng của sự đoàn kết giữa những người ủng hộ Trump Một số nhà phê bình đã so sánh việc sử dụng nó với các biểu tượng mang tính chính trị khác, chẳng hạn như cờ Liên minh miền Nam, trong khi những người ủng hộ coi nó là biểu hiện của lòng yêu nước và bản sắc chính trị
Do liên quan đến Trump và các chính sách của ông, chiếc mũ đã trở thành nguồn gốc của những tranh cãi. Một số cá nhân coi nó là một biểu tượng gây chia rẽ hoặc khiêu khích, trong khi những người khác coi nó là sự thể hiện niềm tin chính trị của họ. Vào tháng 1 năm 2019, nó đã thu hút sự chú ý của giới truyền thông trong một cuộc đối đầu được công khai rộng rãi giữa một nhóm học sinh trung học đội mũ và thủ lĩnh bộ lạc Omaha - Nathan Phillips. Ban đầu, một số người coi vụ việc là cuộc ẩu đả mang tính phân biệt chủng tộc, tuy nhiên, các cảnh quay video sau đó đã khiến nhiều cơ quan truyền thông phải đánh giá lại tình hình
Vào ngày 29 tháng 12 năm 2022, Tòa Phúc thẩm Liên bang số 9 tại Vancouver, Washington, đã phán quyết rằng việc đội mũ MAGA được coi là lời nói được bảo vệ theo Tu chính án thứ 1 Hiến pháp Hoa Kỳ. Một cựu giáo viên đã đội mũ MAGA đến trường và mô tả việc phải đối mặt với sự quấy rối bằng lời nói và trả thù từ các nhân viên nhà trường. Đôi khi, chiếc mũ MAGA đã được những người không ủng hộ sử dụng. Tại một sự kiện tưởng niệm ngày 11/9 vào tháng 9 năm 2024, Tổng thống Joe Biden đã đội chiếc mũ này trong giây lát để nhấn mạnh chủ đề đoàn kết đất nước vào ngày hôm đó.

### Sử dụng trên các trang mạng xã hội
Donald Trump đã đưa khẩu hiệu chiến dịch lên mạng xã hội (chủ yếu là Twitter), sử dụng hashtags #makeamericagreatagain và từ viết tắt #maga. Để đáp lại những lời chỉ trích về việc sử dụng mạng xã hội thường xuyên và không theo truyền thống của mình, Trump đã tự bảo vệ mình bằng cách đăng dòng tweet "Việc tôi sử dụng mạng xã hội không phải là của Tổng thống – mà là của TỔNG THỐNG THỜI HIỆN ĐẠI. Hãy làm cho nước Mỹ vĩ đại trở lại!" vào ngày 1 tháng 7 năm 2017.
Trong nửa đầu năm 2017, Trump đã đăng khẩu hiệu của mình trên Twitter 33 lần. Trong một bài viết cho Bloomberg News, Mark Whitehouse đã lưu ý: "Một phân tích hồi quy cho thấy cụm từ này đã thêm (rất sơ bộ) 51.000 vào số lượt re-tweet và lượt thích của một bài đăng. Điều này rất quan trọng vì một tweet trung bình của Trump thu hút tổng cộng 107.000 lượt tương tác"
Trump cho rằng chiến thắng của mình (một phần) là nhờ mạng xã hội khi ông nói rằng: "Tôi đã thắng cuộc bầu cử năm 2016 bằng các cuộc phỏng vấn, bài phát biểu và mạng xã hội"

## Những cáo buộc về phân biệt chủng tộc
Về việc sử dụng nó kể từ năm 2015, cụm từ "Make America Great Again" được coi là một cụm từ có hàm ý và là "còi hiệu lệnh". Marissa Melton, một nhà báo của Đài Tiếng nói Hoa Kỳ, cùng những người khác, đã giải thích rằng đó là một cụm từ có hàm ý vì nó "không chỉ hấp dẫn những người nghe nó như ngôn ngữ được mã hóa theo kiểu phân biệt chủng tộc, mà còn hấp dẫn những người cảm thấy mất đi địa vị khi các nhóm khác trở nên có quyền lực hơn" Như Sarah Churchwell giải thích, khẩu hiệu này hiện có tiếng vang như câu "Hoa Kỳ trên hết" đã từng có vào đầu những năm 1940, với ý tưởng "rằng phiên bản thực sự của nước Mỹ là nước Mỹ trông giống như tôi đã tưởng tượng, nó đã tồn tại trước khi bị pha loãng với các chủng tộc và những người khác".
Viết ý kiến cho tờ Los Angeles Times, Robin Abcarian đã viết rằng "đội chiếc mũ "Đưa nước Mỹ vĩ đại trở lại" không nhất thiết là biểu hiện công khai của chủ nghĩa phân biệt chủng tộc. Nhưng nếu bạn đội một chiếc, thì đó là dấu hiệu khá tốt cho thấy bạn chia sẻ, ngưỡng mộ hoặc đánh giá cao quan điểm phân biệt chủng tộc của Tổng thống Trump về người Mexico, người Hồi giáo và bức tường biên giới." Tờ Detroit Free Press và tờ Los Angeles Times đã đưa tin về việc một số độc giả của họ đã bác bỏ đặc điểm này và không tin rằng khẩu hiệu hoặc mũ MAGA là bằng chứng của chủ nghĩa phân biệt chủng tộc, họ coi chúng là chủ nghĩa yêu nước hoặc chủ nghĩa dân tộc Mỹ nhiều hơn. Nhà báo chuyên mục Nicholas Goldberg của tờ Los Angeles Times mô tả MAGA vừa là một trong những khẩu hiệu vận động tệ nhất từ trước đến nay vừa là "một khẩu hiệu vận động tuyệt vời", ông viết: "Nó đủ mơ hồ để thu hút những người lạc quan nói chung, trong khi vẫn để lại nhiều chỗ cho những cử tri cay đắng và phẫn nộ kết luận rằng cuối cùng chúng ta đã quay trở lại thời kỳ mà họ điều hành thế giới Diễn viên Bryan Cranston đã nói về khẩu hiệu này: "Vì vậy, hãy tự hỏi bản thân mình, từ kinh nghiệm của một người Mỹ gốc Phi, khi nào thì nước Mỹ từng tuyệt vời đối với người Mỹ gốc Phi? Khi nào là tuyệt vời? Nếu bạn đang làm cho nó trở nên tuyệt vời trở lại, thì sẽ không bao gồm họ (người gốc Phi)."
Một nghiên cứu năm 2018 sử dụng khai thác văn bản và phân tích ngữ nghĩa của mạng lưới văn bản và thẻ bắt đầu bằng dấu thăng trên Twitter đã phát hiện ra rằng các thẻ "#MakeAmericaGreatAgain" và "#MAGA" thường được người dùng theo chủ nghĩa da trắng thượng đẳng và chủ nghĩa dân tộc da trắng sử dụng, và đã được sử dụng như "một không gian diễn ngôn có tổ chức" cho những người cực đoan cánh hữu trên toàn cầu.

## Khẩu hiệu phái sinh
"Làm cho nước Mỹ vĩ đại trở lại" đã trở thành chủ đề của nhiều câu chuyện nhại, trò đùa, lời khen ngợi, tham khảo và chỉ trích dựa trên khẩu hiệu bốn từ này.

### Các phiên bản được Trump sử dụng
"Giữ cho nước Mỹ vĩ đại" ("Keep America Great") là phiên bản phái sinh phổ biến nhất của "Làm cho nước Mỹ vĩ đại trở lại", với chiến dịch tranh cử tổng thống năm 2020 của Trump đã áp dụng nó làm khẩu hiệu chính thức, mặc dù thường được sử dụng cùng với "Make America Great Again".
Khi Trump tuyên bố ứng cử tổng thống trong cuộc bầu cử năm 2024, các nhà bình luận đã mô tả việc ông sử dụng khẩu hiệu "Make America Great and Glorious Again" ("MAGAGA"). Thuật ngữ này đã trở thành một từ mô tả hài hước cho nỗ lực tái tranh cử của Trump, và nhiều kênh đã bình luận về sự hài hước mà "MAGAGA" mang lại, thường thì từ "gag" là một phần của từ viết tắt.
Tại Đại hội toàn quốc của Đảng Cộng hòa năm 2024, một số người đã mặc trang phục có khẩu hiệu "Đưa nước Mỹ vĩ đại trở lại một lần nữa" ("Make American Great Again Again").
Vào tháng 10 năm 2024, Trump đã hứa với cựu ứng cử viên của đảng thứ ba Robert F. Kennedy Jr. về việc kiểm soát sức khỏe cộng đồng bằng cách sử dụng cụm từ "Làm cho nước Mỹ khỏe mạnh trở lại".
Vào tháng 11 năm 2024, sau khi Thống đốc Gavin Newsom cam kết triệu tập các nhà lập pháp California để bảo đảm các chính sách của California trước sự can thiệp của chính quyền Trump sắp tới, Trump đã khiến cụm từ "Make California Great Again" lan truyền trên mạng xã hội.

#### Làm cho Iran vĩ đại trở lại
Khẩu hiệu "Làm cho Iran vĩ đại trở lại" ("Make Iran Great Again"), được Tổng thống Hoa Kỳ Donald Trump đặt ra mô tả chế độ Hồi giáo đang gây tổn hại cho Iran, và ông ta ủng hộ việc thay thế chế độ này để giúp Iran trở thành một quốc gia mạnh hơn. Khẩu hiệu này cũng được nhóm đối lập Iran RESTART sử dụng.

### Các sản phẩm nhại lại và các sản phẩm phái sinh khác nhằm chống lại Trump

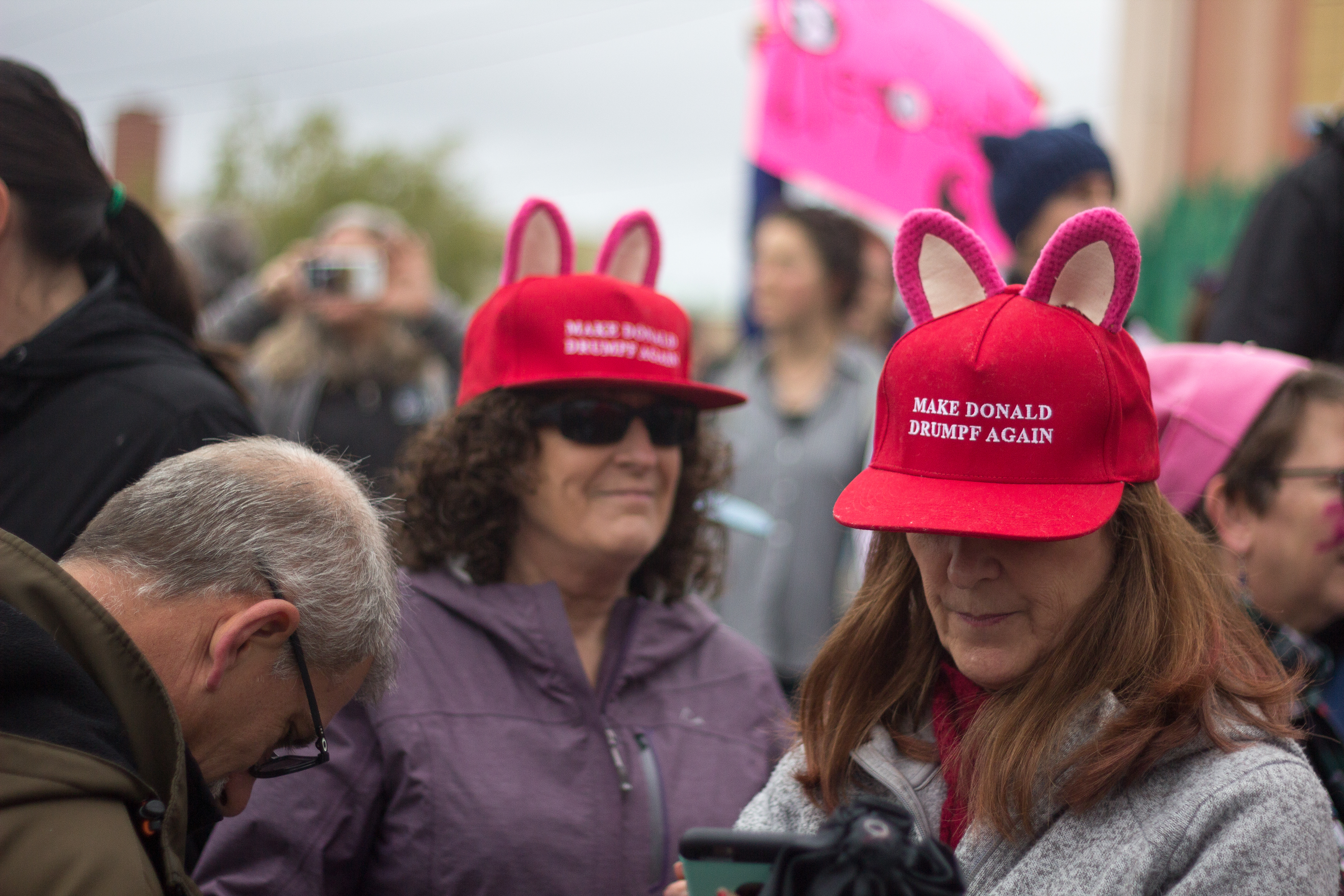
Hai người phụ nữ đội mũ "Làm cho Donald Drumpf trở lại" trong Cuộc diễu hành của phụ nữ năm 2017.

Cụm từ này đã được nhại lại trong các tuyên bố chính trị, such as "Make America Mexico Again", chẳng hạn như "Make America Mexico Again", một lời chỉ trích chính sách nhập cư của Trump liên quan đến biên giới Hoa Kỳ-Mexico và ám chỉ đến việc Mexico đã mất 55% lãnh thổ vào tay Hoa Kỳ theo Hiệp ước Guadalupe Hidalgo.
Từ phái sinh "MAGAt" ("MAGAts"), là một thuật ngữ miệt thị được sử dụng bởi những người hoạt động và ủng hộ Tổng thống Hoa Kỳ Donald Trump, được đặt tên theo cách mượn khẩu hiệu "Make America Great Again" (MAGA); cũng xuất hiện mà không có chữ hoa là "magat", "magats"; thuật ngữ này là từ đồng âm của "maggot" (giòi bọ). Mặc dù maggot không phải là thuật ngữ được sử dụng trong côn trùng học, trong nhiều văn bản không chuyên ngành, thuật ngữ này được sử dụng để chỉ ấu trùng côn trùng nói chung, và cụ thể là ấu trùng ruồi phát triển và tiêu thụ xác chết và rác thải, và nó có thể lây lan các bệnh nhiễm trùng do vi khuẩn.
Ngôi sao phim người lớn Stormy Daniels, người bị cáo buộc có quan hệ tình ái với Tổng thống Trump, đã tham gia chuyến lưu diễn với câu lạc bộ thoát y "Make America Horny Again". Chuyến lưu diễn diễn ra sau chiến dịch tranh cử ban đầu của Trump năm 2016, và một phần doanh thu đã được quyên góp cho quỹ Planned Parenthood.
John Oliver đã chế giễu khẩu hiệu này trong chương trình Last Week Tonight with John Oliver của mình, trong một phân đoạn dành riêng cho Trump, kêu gọi người xem "Hãy làm Donald Drumpf một lần nữa", ám chỉ đến tên tổ tiên ban đầu của dòng họ Trump và rằng ông Trump cũng có gốc gác là dân nhập cư. Phân đoạn này đã phá vỡ kỷ lục về lượng người xem của HBO, thu hút 85 triệu lượt xem.
Năm 2017, sau khi Quốc hội chứng nhận Trump đã đắc cử, Phó tổng thống khi đó là Joe Biden đã được nghe thấy nói rằng "God Save the Queen", dẫn đến việc History Today uyên bố rằng nó sẽ có khẩu hiệu "Make America Great Britain Again". Cuối năm đó, diễn viên hài Jimmy Kimmel đã lặp lại cụm từ này để gợi ý việc hạn chế quyền lực của tổng thống.
Một bài luận năm 2018 về thuyết âm mưu về sự ra đời của Barack Obama trong tạp chí Journal of Hate Studies của hai giáo sư tại Cao đẳng Bates có tựa đề "Khiến nước Mỹ căm thù trở lại: Donald Trump và thuyết âm mưu về sự ra đời (của Obama)".

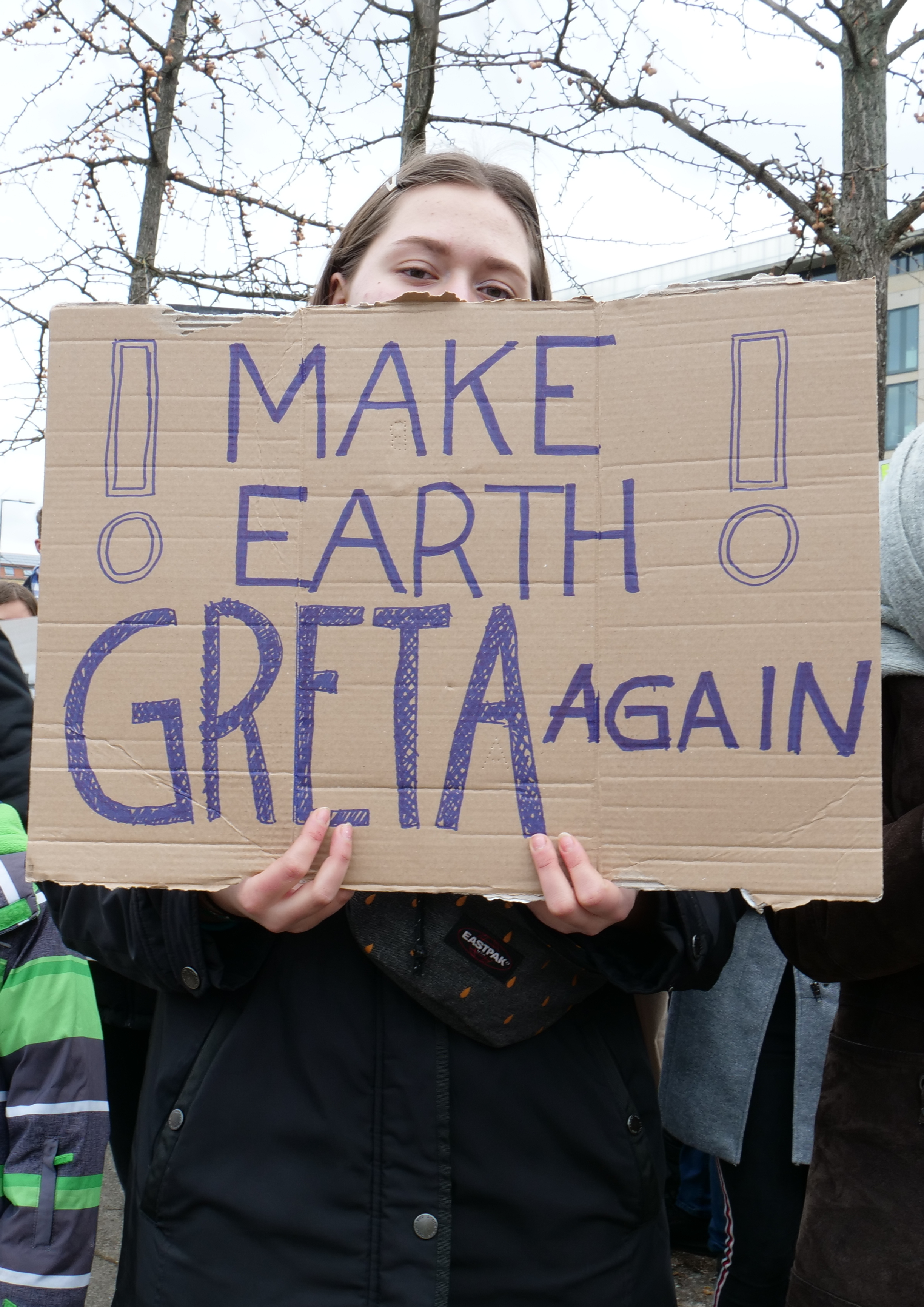
Một người biểu tình với dòng chữ "Make Earth Greta Again" tại Berlin, 2019

Cụm từ này đã được một số nhà môi trường học áp dụng. Vào tháng 6 năm 2017, Tổng thống Pháp Emmanuel Macron đã chỉ trích ông Trump vì đã rút khỏi Thỏa thuận Paris về chống biến đổi khí hậu. Câu cuối cùng trong bài phát biểu của ông là "làm cho hành tinh của chúng ta vĩ đại trở lại". Các thành viên của Phong trào Thứ sáu vì Tương lai cũng thường xuyên sử dụng các khẩu hiệu như "Làm cho Trái đất trở lại như Greta", ám chỉ đến nhà hoạt động môi trường Greta Thunberg.Năm 2019, Grant Armour và Milene Larsson đã đồng đạo diễn một bộ phim tài liệu có tên "Làm cho Thế giới trở lại như Greta".
Vào cuối năm 2022, khẩu hiệu chính trị "Chủ nghĩa cộng sản MAGA" đã trở nên phổ biến trên Twitter sau khi được cựu ứng cử viên hội đồng thành phố San Clemente - Jackson Hinkle - đăng lên. Những người ủng hộ Chủ nghĩa cộng sản MAGA kêu gọi những người ủng hộ giai cấp công nhân Mỹ liên minh với các thành viên của phong trào MAGA.
Trong chiến dịch tranh cử tổng thống Argentina của Javier Milei năm 2023, khẩu hiệu MAGA đã được chuyển thể thành "Làm cho Argentina vĩ đại trở lại". Milei, một người bạn thân và là người ngưỡng mộ Trump, sau đó đã giành chiến thắng trong cuộc bầu cử vào tháng 11 năm 2023, với việc Trump gửi một thông điệp chúc mừng có khẩu hiệu "Làm cho Argentina vĩ đại trở lại". .
Thuật ngữ "Blue MAGA" được sử dụng để chỉ trích sự tôn sùng giống như một giáo phái đối với Joe Biden với tư cách là một cá nhân, và việc Đảng Dân chủ sử dụng các thuyết âm mưu để giải thích sự phản đối đối với việc ứng cử tổng thống năm 2024 của Biden, và việc bác bỏ thông tin hoặc thăm dò không phản ánh tốt về Biden; thuật ngữ này nhằm gợi ý sự tương đồng giữa một số người ủng hộ Biden và Trump.

### Việc sử dụng khẩu hiệu bởi các đối thủ chính trị của Trump
Sau khi Donald Trump phổ biến việc sử dụng cụm từ này, cụm từ và các sửa đổi của nó đã được sử dụng rộng rãi để ám chỉ cả chiến dịch tranh cử và chính trị của ông. Các đối thủ chính của Trump, Ted Cruz và Scott Walker, bắt đầu sử dụng "Make America Great Again" trong các bài phát biểu, nhằm kích động Trump gửi thư yêu cầu ngừng lại. Sau đó, Cruz đã bán những chiếc mũ có dòng chữ "Make Trump Debate Again" để đáp trả việc Trump tẩy chay cuộc tranh luận ở Iowa ngày 28 tháng 1 năm 2016.
Thống đốc New York Andrew Cuomo cho biết nước Mỹ "chưa bao giờ vĩ đại đến thế" trong buổi ký dự luật vào tháng 9 năm 2018. Cựu tổng chưởng lý Hoa Kỳ Eric Holder đã đặt câu hỏi về khẩu hiệu này trong một cuộc phỏng vấn vào tháng 3 năm 2019 trên MSNBC, khi hỏi: "Chính xác thì bạn nghĩ nước Mỹ vĩ đại từ khi nào?" Trong lễ tưởng niệm nghị sĩ John McCain vào ngày 1 tháng 9 năm 2018, con gái ông là Meghan đã tuyên bố: "Nước Mỹ của John McCain không cần phải vĩ đại trở lại vì nước Mỹ đã luôn vĩ đại." Ngay sau đó, Trump đã đăng dòng tweet "LÀM CHO NƯỚC MỸ VĨ ĐẠI TRỞ LẠI!" vào cuối ngày hôm đó.
Trong bài phát biểu tại Nhà Trắng vào ngày 4 tháng 5 năm 2022, tổng thống Joe Biden đã nhắc đến phong trào "Đưa nước Mỹ vĩ đại trở lại" của cựu tổng thống Trump, và nói rằng, "Đám đông MAGA này thực sự là tổ chức chính trị cực đoan nhất từng tồn tại trong lịch sử Hoa Kỳ, (ý tôi là) trong lịch sử Hoa Kỳ gần đây." Vào ngày 1 tháng 9 năm 2022, ông đã dành bài phát biểu tại Nhà Trắng "về cuộc chiến liên tục vì linh hồn của quốc gia" để chỉ trích "Donald Trump và những người Cộng hòa MAGA", nói rằng "Donald Trump và những người Cộng hòa MAGA đại diện cho chủ nghĩa cực đoan đe dọa đến chính nền tảng của nền cộng hòa của chúng ta", và rằng "Những người Cộng hòa MAGA đã đưa ra lựa chọn của họ. Họ ôm lấy sự tức giận. Họ phát triển mạnh mẽ trong sự hỗn loạn. Họ không sống trong ánh sáng của sự thật mà trong bóng tối của sự dối trá."
Sau khi thống đốc Florida Ron DeSantis tuyên bố sẽ ra tranh cử trong cuộc bầu cử sơ bộ của Đảng Cộng hòa năm 2024, một số hãng tin mới cho biết ông đã hứa sẽ "Biến nước Mỹ thành giống như Florida"
Một trong những khẩu hiệu chống Trump phổ biến nhất trong nhiệm kỳ tổng thống của Trump và cuộc bầu cử năm 2020, cũng là bản nhái của "Make America Great Again" là "Make America Think Again", thường kết hợp với phiên bản ưa thích của ứng cử viên sơ bộ đảng Dân chủ năm 2020 Andrew Yang  là "Make America Think Harder" ("MATH"). Khẩu hiệu này đã được phát hiện tại nhiều sự kiện chống Trump, từ các cuộc mít tinh chính trị của Đảng Dân chủ đến các cuộc diễu hành trên mạng xã hội, với Live Science ghi nhận "Think Again" là một trong những hashtag hàng đầu của họ trong năm 2017.

### "Làm cho nước Mỹ trắng trở lại"
Từ năm 2016, cụm từ "Make America White Again" đã được các nhóm thù hận và chính trị gia liên kết với Trump sử dụng. Nhà bình luận chính trị người Úc và cựu lãnh đạo Đảng Tự do, John Hewson, cũng sử dụng khẩu hiệu này để ám chỉ niềm tin của ông rằng các phong trào toàn cầu gần đây chống lại chính trị truyền thống và các chính trị gia dựa trên chủ nghĩa phân biệt chủng tộc và định kiến. Ông bình luận: "Sẽ không có nhiều nghi ngờ về quan điểm của Tổng thống Hoa Kỳ Donald Trump về chủng tộc, bất chấp những 'lời phủ nhận', khẳng định 'tin giả' và/hoặc sự phân biệt ngữ nghĩa của ông. Chủ đề chiến dịch tranh cử của ông thực chất là lời hứa 'Make America Great Again; America First and Only' và - Make America White Again."
Người theo chủ nghĩa tân Quốc xã, James Mason, bày tỏ rằng cuộc bầu cử của Trump đã mang lại cho ông hy vọng, và bình luận rằng "để làm cho nước Mỹ vĩ đại trở lại, bạn phải làm cho nó trở nên trắng trở lại".

### Trong văn hóa đại chúng
"Đưa nước Mỹ vĩ đại trở lại" thường xuyên bị chế giễu trong quảng cáo, phương tiện truyền thông và các kênh văn hóa đại chúng khác, với nhiều mức độ so sánh khác nhau với Trump, từ không đề cập cho đến chỉ trích hệ tư tưởng của ông.

#### Trong quảng cáo
Khẩu hiệu này đã được Dunk-a-roos nhại lại thành "Make America Dunk Again" và khẩu hiệu của bộ phim Sharknado 5: Global Swarming là "Make America Bait Again"

#### Trong tác phẩm nghệ thuật
Make Everything Great Again là bức tranh tường nghệ thuật đường phố của nghệ sĩ Mindaugas Bonanu tại Vilnius, Lithuania. Lấy cảm hứng từ bức tranh My God, Help Me to Survive This Deadly Love, bức tranh mô tả cảnh Donald Trump trao nụ hôn bằng hữu với tổng thống Nga Vladimir Putin.

#### Trong thời trang
Nhà thiết kế thời trang  Andre Soriano đã sử dụng lá cờ chính thức của chiến dịch tranh cử tổng thống "Make America Great Again" để thiết kế một chiếc váy MAGA cho những người nổi tiếng ở Hollywood mặc trên thảm đỏ, chẳng hạn như tại Lễ trao giải Grammy năm 2017.

#### Trong phim điện ảnh và loạt phim trên web
Câu khẩu hiệu cho bộ phim The Purge: Election Year (2016) là "Keep America Great" (một cụm từ mà sau này Trump sử dụng làm khẩu hiệu cho chiến dịch tranh cử năm 2020 của mình); một trong những đoạn quảng cáo trên TV cho bộ phim có sự góp mặt của những người Mỹ giải thích lý do tại sao họ ủng hộ Cuộc thanh trừng, với một người tuyên bố rằng anh ta làm như vậy "để giữ cho đất nước tôi [nước Mỹ] vĩ đại". Bộ phim tiếp theo trong loạt phim, The First Purge, sau đó đã được quảng cáo bằng một tấm áp phích có tiêu đề được cách điệu trên một chiếc mũ MAGA.
Trong The Boys mùa 4, khẩu hiệu chính trị "Đưa nước Mỹ trở lại siêu cường" đóng vai trò là lời kêu gọi tập hợp lực lượng chính cho Homelander, nhân vật phản diện chính của loạt phim, khi anh ta thực hiện thành công phiên bản Đảo chính ngày 6 tháng 1 của riêng mình trong vũ trụ của The Boys franchise.

#### Trong văn học
Tác giả Octavia E. Butler đã sử dụng "Make America Great Again" làm khẩu hiệu cho chiến dịch tranh cử tổng thống của nhà độc tài Andrew Steele Jarret trong cuốn tiểu thuyết phản địa đàng năm 1998 của bà, Parable of the Talents.
Năm 2011, cựu ứng cử viên Thượng viện Hoa Kỳ của Đảng Cộng hòa - Christine O'Donnell, đã xuất bản một cuốn sách về chiến dịch tranh cử của bà trong cuộc bầu cử đặc biệt của bang Delaware năm 2010 với tựa đề Troublemaker: Let's Do What It Takes to Make America Great Again.
Cuốn sách thứ hai của cố vấn chính trị Dan Pfeiffer có tên là Un-Trumping America: A Plan to Make America a Democracy Again.
Nhà bình luận chính trị và tác giả Peter Beinart đã xuất bản một cuốn sách năm 2006 có tựa đề "Cuộc chiến chính nghĩa: Tại sao những người theo chủ nghĩa tự do – và chỉ những người theo chủ nghĩa tự do – có thể giành chiến thắng trong cuộc chiến chống khủng bố và đưa nước Mỹ vĩ đại trở lại" dựa trên triết lý của nhà thần học Reinhold Niebuhr sau cuộc xâm lược Iraq năm 2003 và trong những năm đầu của cuộc chiến chống khủng bố .

#### Trong âm nhạc
EP thứ hai của Snoop Dogg có tên là "Make America Crip Again" với đĩa đơn thứ hai có tựa đề "MACA". Tạp chí Rolling Stone đã trích dẫn lời Dogg nói rằng "Make America Great Again" ám chỉ đến một thời điểm trong quá khứ "luôn đưa tôi trở lại với sự tách biệt và phân biệt đối xử nên tôi muốn Make America Crip Again hơn", và ám chỉ đến thời điểm "khi những người đàn ông da đen trẻ tuổi ở những khu vực nghèo đói đã tổ chức để giúp đỡ cộng đồng của họ và chăm sóc cho chính họ vì về cơ bản xã hội đã bỏ mặc họ cho đến chết"
Ca sĩ Joy Villa đã sản xuất đĩa đơn "Make America Great Again" vài tháng sau khi xuất hiện tại Lễ trao giải Grammy năm 2017 trong chiếc váy 'MAGA'.
Ban nhạc heavy metal Úc Thy Art Is Murder đã thu âm một bài hát có tên là "Make America Hate Again" trong album Human Target của họ.

#### Trên truyền hình
Loạt phim Star Trek: Discovery - tập phim "What's Past Is Prologue" có cảnh nhân vật Gabriel Lorca thề trong một cảnh rằng "Hãy làm cho Đế chế trở nên huy hoàng trở lại".
Trong loạt phim South Park - tập "Where My Country Gone?" (2015), những người ủng hộ Mr. Garrison, người điều hành một chiến dịch nhại lại chiến dịch của Trump, được nhìn thấy đang cầm những tấm biển có khẩu hiệu tương tự.

#### Trong trò chơi điện tử
Thượng nghị sĩ Armstrong, nhân vật phản diện của trò chơi điện tử Metal Gear Rising: Revengeance năm 2013 đã sử dụng cụm từ "làm cho nước Mỹ vĩ đại trở lại".
Wolfenstein II: The New Colossus, một trò chơi điện tử bắn súng góc nhìn thứ nhất với kẻ thù là Đức Quốc xã, được đặt khẩu hiệu quảng cáo là "Làm cho nước Mỹ không còn Đức Quốc xã nữa", một số người phản đối vì cho rằng khẩu hiệu này chống Trump, mặc dù một giám đốc điều hành của công ty cho biết trò chơi không phải là "lời chỉ trích về xã hội nước Mỹ năm 2017". Peters Hines, phó chủ tịch tiếp thị và quan hệ công chúng của studio, được trích dẫn trên GamesIndustry.biz rằng: "Wolfenstein là một loạt trò chơi chống Đức Quốc xã rõ ràng kể từ lần phát hành đầu tiên cách đây hơn 20 năm. Chúng tôi sẽ không né tránh nội dung của trò chơi. Chúng tôi không cảm thấy việc nói rằng Đức Quốc xã là xấu và không thuộc về người Mỹ là một sự cố chấp, và chúng tôi không lo lắng về việc đứng về phía đúng đắn của lịch sử ở đây."

### Những khẩu hiệu tương tự được sử dụng bên ngoài Hoa Kỳ
Trong chiến dịch tranh cử tổng thống Indonesia năm 2019 vào tháng 10 năm 2018, cựu lãnh đạo phe đối lập Prabowo Subianto đã sử dụng cụm từ "Làm cho Indonesia vĩ đại trở lại", mặc dù ông phủ nhận việc sao chép khẩu hiệu này từ Trump.
Trong cuộc bầu cử Nghị viện châu Âu tại Thụy Điển vào tháng 5 năm 2019, Đảng Dân chủ Cơ đốc giáo Thụy Điển đã sử dụng khẩu hiệu "Làm cho EU cân bằng trở lại".
Đảng cực hữu Tây Ban Nha VOX đã sử dụng khẩu hiệu tranh cử "Hacer a España grande otra vez" (Làm cho Tây Ban Nha vĩ đại trở lại).
Trong chiến dịch tổng tuyển cử Trinidad và Tobago năm 2020, lãnh đạo phe đối lập và cựu thủ tướng Kamla Persad-Bissessar, người bị cáo buộc cố gắng trở thành "Trump của Trinidad và Tobago" đã sử dụng cụm từ "Làm cho T&T (Trinidad và Tobago) vĩ đại trở lại!"  Sau chiến thắng của Donald Trump trong cuộc bầu cử tổng thống Hoa Kỳ năm 2024, bà mô tả chiến thắng của ông là một nỗ lực nhằm "khôi phục các giá trị và lý tưởng truyền thống của người Mỹ, vốn đang bị những người ủng hộ hệ tư tưởng cực tả tấn công"
Ở Singapore , khẩu hiệu "Make Yishun Great Again" được những người sáng tạo nội dung sử dụng như một trò đùa thường thấy khi có định kiến cho rằng bản thân thị trấn này là nơi nguy hiểm. Có những chiếc mũ được bán với cụm từ này. Tương tự như vậy, Đảng Quyền lực Nhân dân, một đảng chính trị ở Singapore, đã sử dụng một biến thể của khẩu hiệu là "Make Singapore Home Again" cho bản tuyên ngôn và chiến dịch vận động của đảng trong cuộc tổng tuyển cử Singapore năm 2025.
Đảng dân túy cánh hữu United Australia Party đã sử dụng các khẩu hiệu "Make Australia Great" (Làm nước Úc vĩ đại) và "Make Australia Great Again" (Làm nước Úc vĩ đại trở lại) trong các cuộc bầu cử liên bang Úc năm 2019 và 2022. Thượng nghị sĩ liên minh Jacinta Nampijinpa Price đã sử dụng cụm từ "make Australia great again" trong chiến dịch tranh cử liên bang năm 2025. Tại một cuộc họp báo sau đó, bà cho biết bà "thậm chí không nhận ra" mình đã nói cụm từ đó và cáo buộc các phương tiện truyền thông "bị ám ảnh bởi Donald Trump".
Ở Israel, phe cực hữu Israel đã sử dụng cụm từ tương tự - "Làm cho Israel vĩ đại trở lại" cùng với từ viết tắt MIGA.
Ở Mông Cổ, Khaltmaagiin Battulga đã sử dụng khẩu hiệu cho chiến dịch tranh cử tổng thống năm 2017 của mình là "Монгол Ялна" (Mongol Yalna, "Mông Cổ sẽ thắng"), với chữ viết tắt "Мояа " (Moya) là một thuật ngữ phái sinh.
Chủ tịch Hội đồng Liên minh châu Âu ở Hungary năm 2024 đã sử dụng khẩu hiệu "Đưa châu Âu vĩ đại trở lại" (MEGA).
Tại Philippines, Isko Moreno đã sử dụng khẩu hiệu "Làm cho Manila vĩ đại trở lại" cho chiến dịch tranh cử thị trưởng của mình trong cuộc bầu cử địa phương Manila năm 2025.
Vào tháng 1 năm 2025, trong một cuộc vận động tranh cử của đảng Alternative für Deutschland (AfD) cho cuộc bầu cử liên bang Đức năm 2025, tỷ phú Elon Musk đã phát biểu tại sự kiện thông qua cuộc gọi video, nhắc lại sự ủng hộ trước đây của ông đối với đảng này. Sau bài phát biểu ngắn của mình, Alice Weidel, ứng cử viên hàng đầu của AfD cho cuộc bầu cử sắp tới, đã cảm ơn sự ủng hộ của Musk và sử dụng cụm từ "Làm cho nước Đức vĩ đại trở lại".
Vào tháng 2 năm 2025, Thủ tướng Ấn Độ Narendra Modi đã sử dụng cụm từ "Làm Ấn Độ vĩ đại trở lại" trong cuộc gặp song phương với Trump, ông nói rằng: "Mượn một cách diễn đạt từ Hoa Kỳ, tầm nhìn của chúng tôi về một Ấn Độ phát triển là 'Đưa Ấn Độ vĩ đại trở lại', hay "MIGA". Khi Hoa Kỳ và Ấn Độ hợp tác với nhau, khi đó là MAGA cộng với MIGA, nó sẽ trở thành một mối quan hệ hợp tác - một mối quan hệ đối tác lớn vì sự thịnh vượng."
Một bài báo của The Economist vào tháng 4 năm 2025 giới thiệu tác động của Chính sách thuế quan của chính quyền Trump lần hai đối với Trung Quốc có tựa đề "Làm thế nào nước Mỹ có thể khiến Trung Quốc vĩ đại trở lại".
Tại Syria, một tấm biển quảng cáo đã được nhìn thấy ở Damascus trong chuyến thăm của Nghị sĩ Đảng Cộng hòa Hoa Kỳ Cory Mills, hiển thị cụm từ "Làm cho Syria vĩ đại trở lại". Trong một cuộc phỏng vấn với Tạp chí Do Thái vào ngày 28 tháng 5 năm 2025, Tổng thống lâm thời Syria Ahmed al-Sharaa cho biết ông đã chấp nhận vai trò giúp tái thiết Syria, tuyên bố, "Chúng ta không có lựa chọn nào khác ngoài việc thành công" và sử dụng cụm từ, "Chúng ta phải làm cho Syria vĩ đại trở lại".